# Радослав Димитров
Радослав Бончев Димитров е български футболист на националния отбор по футбол на България. Продукт на Академия Литекс, силният му крак е десният. Играе еднакво добре като десен външен халф и десен краен бранител, но титулярната му позиция е десен бек.

## Състезателна кариера
Започва да тренира футбол през 1996 г. в ДЮШ на Литекс още преди официално да е създадена Академията, първият му треньор е Пламен Линков. Преминава през всичките възрастови формации на ловчанлии, а треньори още са му били специалисти като Йордан Йорданов, Николай Димитров-Джайч и Стефан Яръмов с когото през 2005 г. и юношеската формация на Литекс родени 1987 г. печели международния юношески турнир „Юлиян Манзаров“.
През 2006 г. Люпко Петрович го взима в първия състав с когото изиграва девет контроли, но така и не записва официален дебют за „оранжевите“. През 2007 г. подписва 5-годишен договор, но веднага е преотстъпен за 1 година на Монтана. През 2008 г. е преотстъпен за срок от 6 месеца на Спортист (Своге) отново в Б група.
През януари 2009 г. е продаден на столичния Славия. През зимата на сезон 2009 – 10 е даден под наем за 6 месеца отново на Монтана воден от Атанас Джамбазки, но вече в А група. Връща се в Славия водена в начало от Велислав Вуцов, а по-късно и Емил Велев.
През лятото на 2014 г. подписва двегодишен договор като свободен агент с Левски.

## Национален отбор
Първата си повиквателна за Младежкия национален отбор получава от Иван Колев. За младежите записва 9 срещи и отбелязва два гола. Официалният му дебют е на 2 април 2009 в квалификация за Европейското първенство по футбол за младежи срещу Казахстан, загубен от младите лъвчета с 2:0.
Своя дебют и за мъжкия национален отбор на България той прави на 22 март 2013 г. при победата над отбора на Малта с 6:0 в мач от квалификациите за световното първенство в Бразилия през 2014 г.

## Успехи (отборни)
Сепси
- Купа на Румъния:
  -  Носител (2): 2021/22, 2022/23